# Yaya (kinderverzorging)

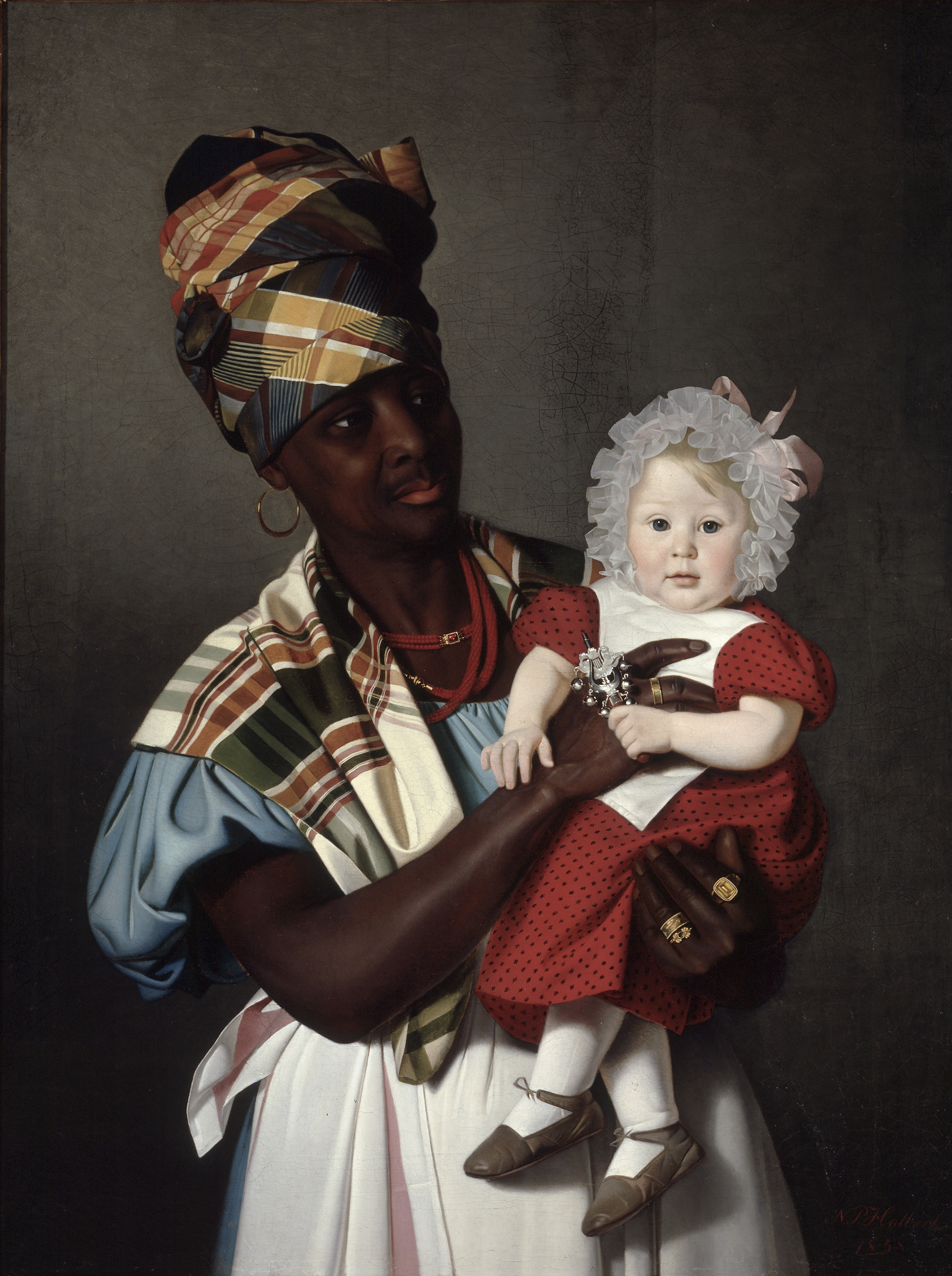
Zwarte kinderverzorgster tijdens de koloniale tijd in de Deense Cariben

Yaya is de Papiamentse benaming voor de traditionele zwarte kinderverzorgster, die tijdens en na de slavernij tot de jaren vijftig van de twintigste eeuw een belangrijke rol speelde in blanke gezinnen in het Caribisch deel van het Nederlands Koninkrijk. Zij was iemand die, als een tweede moeder, baby's en kinderen verzorgde en opvoedde in de huizen van rijke families, met name joodse en protestantse gezinnen. De yayafiguur had een grote invloed op de opvoeding van kinderen, de verspreiding van het Papiaments en het behoud van elementen uit de Afro-Curaçaose cultuur.

## Oorsprong
Het woord yaya is waarschijnlijk een leenwoord uit het Filipijnse Tagalog, met wortels in het Spaanse 'aya' (en Portugese 'aia'), dat kindermeisje of gouvernante betekent, en zelf afgeleid van het Latijnse 'avia' (grootmoeder). De Portugezen hebben het woord 'aia' naar India gebracht, van waaruit het zich heeft verspreid naar andere talen.

## Geschiedenis
De yayafiguur is ontstaan uit het slavernijsysteem op Curaçao. Tijdens het slavernijverleden was de yaya een huisslaaf. Ze had een vaste plaats in het huishouden en was levenslang verbonden aan het gezin en het kind. In de traditionele klassenmaatschappij speelde zij een essentiële rol in vooraanstaande joodse en protestantse gezinnen, waar ze als lid van de familie werd beschouwd. Het frequente contact tussen de yaya en de familie was diep en liefdevol, wat een hechte band van genegenheid en vertrouwen creëerde. Als erkenning voor haar loyaliteit en toewijding zorgde de familie op haar beurt voor de yaya wanneer zij oud, ziek of hulpbehoevend werd.
Na de afschaffing van de slavernij in 1863 behield de yayafiguur haar belangrijke positie in elitegezinnen, hoewel haar rol geleidelijk meer beïnvloed werd door veranderende socio-economische factoren zoals huidskleur, sociale klasse en religieuze achtergrond van de welgestelde families.

## Rol en functie
Haar taak bestond uit de zorg voor en opvoeding van de kinderen die aan haar waren toevertrouwd door de blanke plantage-eigenaren of families. Soms gaf de yaya borstvoeding in plaats van de moeder. Van kindertijd tot volwassenheid zorgde zij voor de kinderen en ze verhuisde vaak met hen mee wanneer 'haar' kind trouwde, om voor de volgende generatie te zorgen.
De yaya was niet alleen een oppas of kinderverzorgster. Zij was een cultuuroverdrager: ze vertelde volksverhalen zoals Kompa Nanzi, sprak Papiaments met het kind en gaf normen, waarden, gewoonten en gebruiken uit het dagelijks leven door. Zij speelde een cruciale rol in de verspreiding van de Papiamentse taal en in de overdracht van Afro-Curaçaose culturele elementen.
Onderzoekers, zoals Jeanne Henriquez en René Römer, benadrukken dat de yaya vaak werd gezien als mama sin dolo (moeder zonder pijn) en negra kuidadó di mucha (neger-kinderverzorgster), waarmee haar grote waarde in de vorming van de sociale en culturele identiteit in de Nederlandse Cariben erkend werd.
In de landelijke districten buiten Willemstad werd de benaming 'yaya' ook gebruikt voor de vrouwen die hielpen bij de bevalling en de verzorging van de baby in de eerste dagen na de geboorte. Bij heilige doopceremonies droeg zij het kind plechtig op haar arm naar de kerk, gevolgd door peettante en -oom.
Een specifiek type yaya was de yaya di lechi ('melk-yaya') of menchi (min): zij gaf borstvoeding aan het kind tijdens de eerste twee levensjaren. In rijke families werd zij al voor de geboorte geselecteerd.